# Pa-pien-ťiang
Pa-pien-ťiang (čínsky 把邊江, pinyin Bǎ Biān Jiāng volně by šlo přeložit jako Hraniční řeka) je řeka v jihozápadní Číně v provincii Jün-nan. Pramení v pohoří Wu-liang-šan (无量山, Wú Liàng Shān) v Jünnansko-kuejčouské vysočině. Teče převážně v hlubokém údolí ze severozápadu na jihovýchod. Jejím soutokem s A-mo-ťiang (阿墨江, Āmò Jiāng) vzniká Li-sien-ťiang (李仙江, Lǐ Xiān Jiāng), která pokračuje ve Vietnamu pod názvem Černá řeka (vietnamsky „Sông Đà“). Někteří autoři považují Pa-pien-ťiang za horní tok Černé řeky.

## Vodní stav
Má monzunový režim s letními a podzimními nejvyššími vodními stavy.